# Dieffhaus

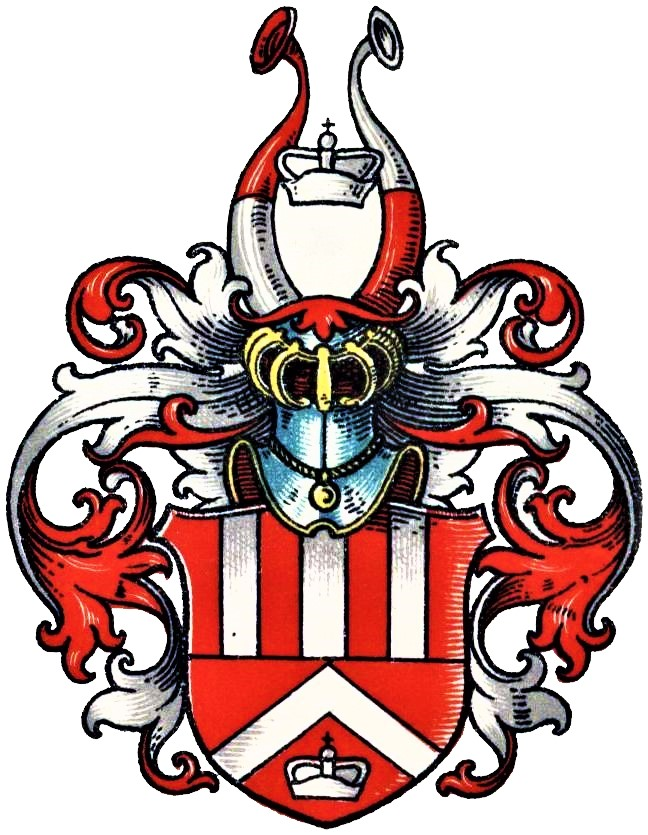
Wappen derer von Dieffhaus im Wappenbuch des Westfälischen Adels

Dieffhaus (auch Dieffhausen, Tieffhausen, Tiffhausen o. ä.) ist der Name eines westfälischen Adelsgeschlechts.

## Geschichte
Das Geschlecht stammt aus Dortmund. Die Familie wurde um 1620 in den Adelsstand erhoben.
Die bekannte Stammreihe beginnt mit Johann Dieffhaus, Dortmunder Ratsherr 1507–1512. Er war mit Catrin Bodelschwingh verheiratet. Ihr Sohn Ludwig Dieffhaus war Erbgesessener zu Dortmund und mit Elisabeth Rupe verheiratet. Ludwig und Elisabeth hatten einen Sohn namens Casper (I.) Dieffhaus. Dieser war Rittmeister zu Dortmund und mit Anna Huck, Tochter des Dortmunder Ratsherrn Hermann Huck und dessen Ehefrau Christina Doeper, verheiratet. Die Eheleute Dieffhaus-Huck hatten mindestens zwei Kinder: Casper (II.) und Hermann Dieffhaus. Letzterer heiratete 1595 Carda Sasse, Tochter des Dortmunder Richters M. Friedrich Sasse. Aus der Ehe entstand Georg Dieffhaus († 1678), Diakon an der St. Peterskirche zu Dortmund. Der ältere Sohn, Casper (II.) Dieffhaus, wurde Ratsherr und Kämmerer (Camerarius) der Stadt Dortmund. Er war mit Anna Mellmann, Tochter des Dortmunder Ratsherrn und Richters Henrich Mellmann und dessen Ehefrau Sybilla Heidfeld, verheiratet. Aus der Ehe Dieffhaus-Mellmann entsprang Casper (III.) Dieffhaus († 1675), der um 1620 geadelt wurde und 1635 Ursula von Nörvenich, Tochter des Kölner Kaufmanns Arnold von Nörvenich und dessen Ehefrau Magret Verheiden, heiratete. Casper (III.) von Dieffhaus war Herr des Hauses Dahl im Hagener Stadtteil Dahl, das er 1651 von Sybilla Margaretha von Kalle, Witwe des Casper von Torck für 5000 Reichstaler mit allen Gerechtigkeiten und Zubehör gekauft hatte. Aus der Ehe Dieffhaus-Nörvenich entsprang eine Tochter namens Anna Margaretha von Dieffhaus. Sie war mit Friedrich Diederich von Degingk verheiratet und brachte als Erbtochter Haus Dahl an die Familie Degingk.
Das Geschlecht starb im Mannesstamm mit dem Tod des Dortmunder Diakons Georg Dieffhaus im Jahr 1678 aus.

## Wappen
Blasonierung im Wappenbuch des Westfälischen Adels: Geteilt. Oben in Rot drei silberne Pfähle. Unten in Rot ein silberner Sparren, unter diesem ein silberner Herzogshut. Auf dem Helm zwei rot-silbern übereck geteilte Büffelhörner, dazwischen der Herzogshut. Die Helmdecken sind rot-silbern.
Das obere Feld im Schild mit den drei silbernen Pfählen in Rot ist offensichtlich dem Wappen derer von Dahl entliehen.